# Лу Линь
Лу Линь (кит. упр. 卢琳, пиньинь Lú Lín; род. 3 февраля 1985, Гуанчжоу) — китайский футболист, левый вингер.

## Клубная карьера
Лу Линь начал игровую карьеру в молодёжной команде «Гуанчжоу Фармасьютикл» и вскоре начал выступать за фарм-клуб «Сянсюэ Фармасьютикл» в Первом дивизионе Гонконга в сезоне 2002-03. В 2003 году попал в основную команду Гуанчжоу в сезоне 2003 года Китайской Суперлиги. Благодаря технике и способности быстро принимать решения, был приглашён в молодёжную сборную Китая по футболу для игроков не старше 20 лет, которая принимала участие в чемпионате мира по футболу среди молодёжных команд 2005 года. После возвращения в клуб, стал игроком основного состава, а также выиграл в 2007 году титул чемпиона первой лиги и получил возможность выступить в сезоне 2008 года в Суперлиге.
В высшем дивизион стал с командой Гуанчжоу середняком, до того момента, как клуб был уличён в договорных матчах в 2006 году и в сезоне 2009 года был отправлен в Первую лигу. Несмотря на это, Лу остался верен клубу и стал частью команды, которая вновь выиграла первую лигу и вернулась в высший дивизион. Для получения большего игрового времени в феврале 2011 года Лу на правах свободного агента перешёл в клуб «Гуандун Жичжицюань». 13 июля забил второй гол команды в товарищеском матче против «Ливерпуля», а команда проиграла со счётом 4-3.
В декабре 2011 года Лу подписал трёхлетний контракт с клубом «Гуанчжоу Фули» и принял участие в более, чем 100 матчах. Лу родился в Гуанчжоу и большую часть карьеры провёл в клубах из родного города. В итоге, он получил известность и признание фанатов, которые сделали его популярным в Гуанчжоу. 8 мая 2016 года Лу провёл свою 300-ю игру за профессиональную команду из Гуанчжоу. 7 ноября 2016 года продлил контракт с клубом до конца 2018 года. 26 апреля 2018 года подписал новый двухлетний контракт до конца сезона 2020 года.

## Международная карьера
Благодаря хорошей технической подготовке был приглашен в молодёжную сборную Китая по футболу для участия в чемпионате мира по футболу среди молодёжных команд 2005 года, который проходил в Нидерландах. На групповой стадии против команды Панамы забил четвёртый гол со штрафного, а его команда одержала победу со счётом 4—1.
Лу Линь также представлял провинцию Гуандун на ежегодном Кубке Гуандун-Гонконг, в том числе в 2014 году, когда два его гола помогли команде одержать победу.

## Статистика
Статистика сыгранных матчей по состоянию на 11 ноября 2018 года.
| Клуб  | Клуб               | Клуб        | Лига  | Лига | Кубок     | Кубок     | Кубок Лиги      | Кубок Лиги      | Азия  | Азия | Всего | Всего |
| Сезон | Клуб               | Лига        | Матчи | Голы | Матчи     | Голы      | Матчи           | Голы            | Матчи | Голы | Матчи | Голы  |
| Китай | Китай              | Китай       | Лига  | Лига | Кубок КФА | Кубок КФА | Кубок Суперлиги | Кубок Суперлиги | АФК   | АФК  | Всего | Всего |
| ----- | ------------------ | ----------- | ----- | ---- | --------- | --------- | --------------- | --------------- | ----- | ---- | ----- | ----- |
| 2003  | Гуанчжоу           | Лига Цзя-Б  | 8     | 0    | 0         | 0         | -               | -               | -     | -    | 8     | 0     |
| 2004  | Гуанчжоу           | Первая лига | 32    | 8    | 0         | 0         | -               | -               | -     | -    | 32    | 8     |
| 2005  | Гуанчжоу           | Первая лига | 16    | 5    | 0         | 0         | -               | -               | -     | -    | 16    | 5     |
| 2006  | Гуанчжоу           | Первая лига | 21    | 4    | 1         | 0         | -               | -               | -     | -    | 22    | 4     |
| 2007  | Гуанчжоу           | Первая лига | 20    | 4    | -         | -         | -               | -               | -     | -    | 20    | 4     |
| 2008  | Гуанчжоу           | Суперлига   | 29    | 2    | -         | -         | -               | -               | -     | -    | 29    | 2     |
| 2009  | Гуанчжоу           | Суперлига   | 15    | 0    | -         | -         | -               | -               | -     | -    | 15    | 0     |
| 2010  | Гуанчжоу           | Первая лига | 7     | 0    | -         | -         | -               | -               | -     | -    | 7     | 0     |
| 2011  | Гуандун Жичжицюань | Первая лига | 24    | 9    | 2         | 0         | -               | -               | -     | -    | 26    | 9     |
| 2012  | Гуанчжоу Фули      | Суперлига   | 28    | 1    | 1         | 1         | -               | -               | -     | -    | 29    | 2     |
| 2013  | Гуанчжоу Фули      | Суперлига   | 26    | 2    | 2         | 2         | -               | -               | -     | -    | 28    | 4     |
| 2014  | Гуанчжоу Фули      | Суперлига   | 25    | 6    | 1         | 0         | -               | -               | -     | -    | 26    | 6     |
| 2015  | Гуанчжоу Фули      | Суперлига   | 26    | 3    | 2         | 0         | -               | -               | 7     | 1    | 35    | 4     |
| 2016  | Гуанчжоу Фули      | Суперлига   | 24    | 3    | 6         | 1         | -               | -               | -     | -    | 30    | 4     |
| 2017  | Гуанчжоу Фули      | Суперлига   | 28    | 1    | 4         | 0         | -               | -               | -     | -    | 32    | 1     |
| 2018  | Гуанчжоу Фули      | Суперлига   | 26    | 2    | 5         | 3         | -               | -               | -     | -    | 31    | 5     |
| Всего | Китай              | Китай       | 355   | 50   | 24        | 7         | 0               | 0               | 7     | 1    | 386   | 58    |

## Достижения

### Клубные
Гуанчжоу Эвергранд
- Победитель Первой лиги Китая по футболу: 2007, 2010

### Индивидуальные
- Мистер Футбол провинции Гуандун: 2016, 2017, 2018[13]